# Liutbert
Liutbert, někdy zvaný Ludbert, († 17. února 889) byl mezi lety 863 až do své smrti v roce 889 mohučským arcibiskupem a od roku 874 také opatem kláštera v Ellwangenu.

## Život
V roce 870 se Liutbert stal kaplanem východofranského krále Ludvíka II. Němce. Poté, co Ludvík II. v roce 876 zemřel, se Liutbert stal kaplanem Ludvíka III. Mladého, jímž byl až do jeho smrti v roce 882. V roce 872 velel oddílům, které zaútočily na Čechy. Liutbertovo vojsko proniklo až k Vltavě, kde byla svedena bitva, v níž zvítězili Frankové. Čechové se museli uchýlit do svých hradišť, která byla zřejmě pro francké vojsko nedobytná. Frankové se proto spokojili s pleněním země a poté z Čech odtáhli. V roce 883 let se mu podařilo porazit malé vojsko Vikingů, načež se mu zdařilo získat jejich kořist. Nechal přestavět také Kolín nad Rýnem, který vyrabovali Vikingové. V roce 887 se stal kancléřem a kaplanem východofranského krále Karla III. Tlustého. O dva roky později 17. února Liutbert zemřel.
Liutbert stál také za napsáním velké části Fuldských letopisů. Ty byly napsány snad Meginhardem z Mohuče, který je napsal z Liutbertova popudu. Fuldské anály pojednávají také o již zmíněné bitvě u Vltavy. Protože za napsáním části Fuldských análů stál Liutbert, historici si mohou být jistí, že tato bitva, kde je poprvé zmíněn český kníže Bořivoj I., skutečně proběhla.